# Strand (Afrique du Sud)
Pour les articles homonymes, voir Strand.
Strand (signifie plage en afrikaans) est une station balnéaire d'Afrique du Sud située dans la province du Cap-Occidental. Elle est rattachée à la métropole du Cap.
La ville fut fondée en 1714.

## Géographie

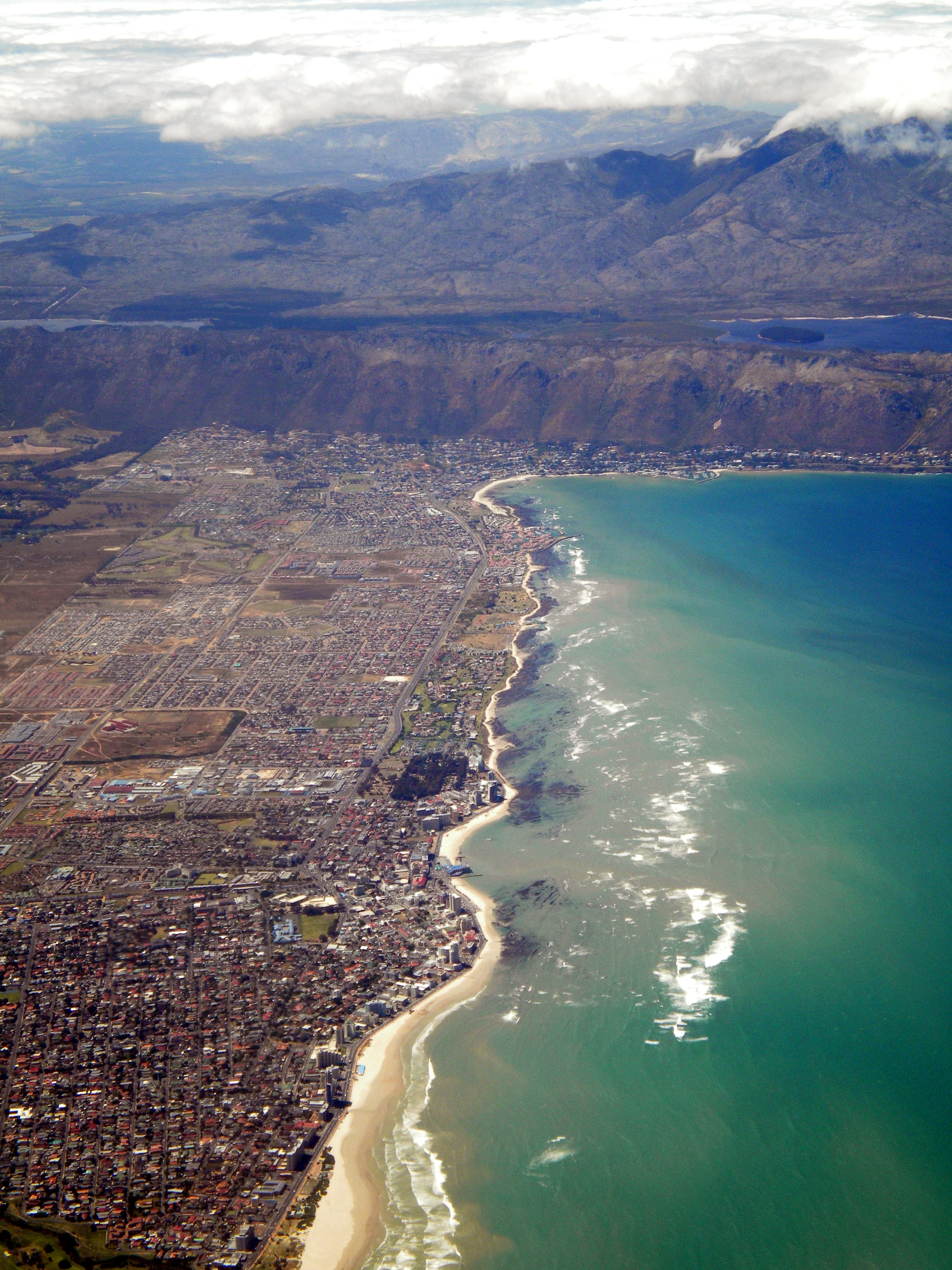
Plage de Strand

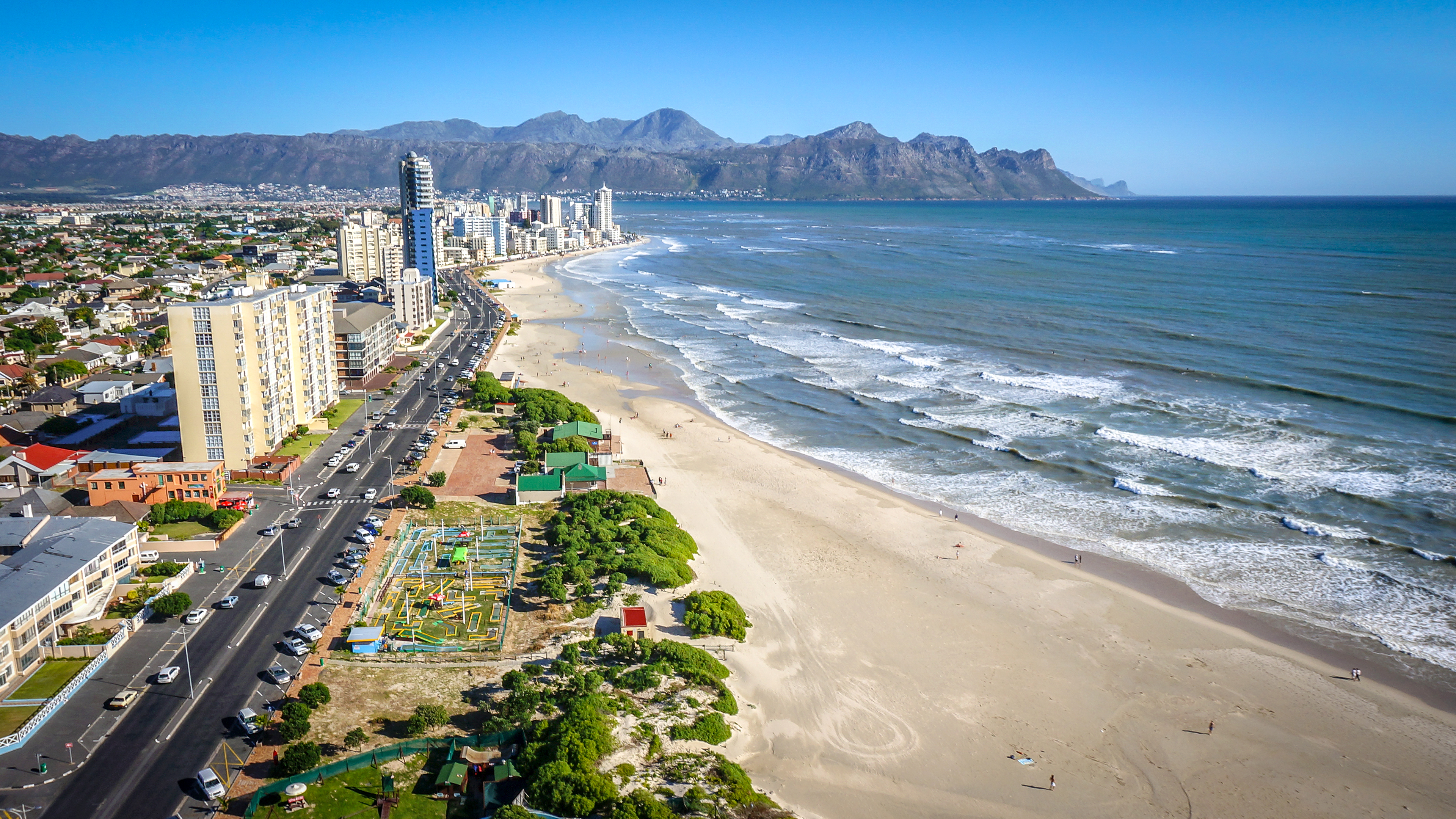
La station balnéaire de Strand

La ville de Strand est située sur le versant est de False Bay aux pieds des montagnes de Hottentots Holland, à 50 km au sud-est de la ville du Cap.
Sa zone urbaine comprend également le quartier de Nomzamo, administré directement par la municipalité métropolitaine de la ville du Cap.

## Quartiers
Strand se divise en 25 secteurs : Broadlands, Die Bos, Firlands SH, Gants Plaza, Goede Hoop, Greenways, Guldenland, Gustrow, Helderberg Park, Langewacht, Lochnerhof, Longlands, Onverwacht, Rome, Rusthof, Sercor Park, Somerset Park, Southfork, Strand SP, Strandvale, The Palms, Van Der Stel, Van Ryneveld, Weltevreden et Winston Estate.

## Démographie
La ville de Strand compte plus de 55 558 résidents, principalement issus de la communauté coloured (51,09%).
Les blancs représentent 34,21% des habitants (mais 83,92% dans Strand SP) tandis que les noirs, population majoritaire en Afrique du Sud, représentent 11,56% des résidents.
Les habitants sont à 77,22 % de langue maternelle afrikaans et à 14,27 % de langue maternelle anglaise.

## Histoire
Strand est à l'origine un port de pêche avant de devenir une station balnéaire réputée. Durant l'apartheid, Strand était classé en zone réservé à la population blanche ce qui avait amené à l'expulsion de toutes les populations de couleurs.
Strand fut une municipalité autonome de 1897 à 1996 avant de se fondre avec Gordons Bay et Somerset West dans la municipalité d'Helderberg. En 2000, cette dernière a été dissoute et ses communes intégrées dans la nouvelle métropole du Cap..

## Circonscription électorale
La commune de Strand se situe en grande partie dans la circonscription municipale 83 (Strandvale - Strand - Goedehoop - Asanda au sud-ouest de la N2 et au nord-ouest de Mbhele Street) dont le conseiller municipal est Carl Punt (DA) .

## Tourisme
Strand est réputée pour sa plage de 5km de long.